# Quentin Richardson
Quentin L. Richardson (Chicago, Illinois, 13 april 1980) is een basketbalspeler in de NBA. Richardson komt uit voor de Orlando Magic, waar hij zowel de posities shooting-guard als small-forward bespeelt.